# Ratpenat pilós incert
El ratpenat pilós incert (Phoniscus aerosa) és una espècie de ratpenat de la família dels vespertiliònids. És endèmic de Sud-àfrica.